# Earth Defense Force
Earth Defense Force (también llamado Super Earth Defense Force E.D.F. en el juego y Super E.D.F en Japón) es un matamarcianos desarrollado y distribuido por Jaleco para el SNES. Originalmente un juego arcade, que ofreció un modo de juego cooperativo para dos jugadores que más tarde fue retirado en su adaptación para el SNES. En su encarnación para SNES, ajustes gráficos fueron hechos para algunos niveles del juego, y nuevas armas seleccionables fueron añadidas.

## Argumento
El argumento varia entre las diferentes versiones del juego.
En el arcade: En el futuro en la Tierra, Se establece un Imperio conocido como el Imperio Azyma que se dedica a proteger a la Tierra de cualquier guerra futura. Para ello, el imperio construye un satélite espacial llamado el Orbital Buster, dirigido por una súper computadora que controlaría todos los vehículos espaciales y aerotransportados. Lamentablemente, un accidente causa a la super computadora ir con bandera roja y eventualmente analiza a la humanidad como su amenaza, así este inició una serie de ataques devastadores. Desesperado por poner remedio a la situación, el Imperio Azyma pide a la E.D.F. (Earth Defense Force) que envie las unidades XA-1 y XA-2 operados por tripulación para detener al Orbital Buster y sustituirla en la protección de la Tierra.
En la versión de Super Nintendo: Una raza alienígena malévola se ha poblado ella misma en el lado oscuro de la luna. Después de iniciar un ataque a la Tierra, EDF envía al XA-1 para expulsar la invasión y destruir todas las futuras armas que los invasores están desarrollando.

## Jugabilidad
Lanzado como un Matamarcianos horizontal en EE. UU. en enero de 1992, el objeto de Earth Defense Force está basado en la supervivencia de los niveles del juego, intercalado por la derrota de los jefes al final de cada uno. Este es un juego de longitud fija, con un final apropiado en la conclusión del último nivel.
El jugador normalmente empieza cada nivel con 3 puntos de "escudo", cada uno es capaz de absorber un ataque enemigo. Los puntos de escudo son representados en la esquina superior derecha por óvalos verdes bajo el encabezado "Shield". Puntos de escudo adicionales pueden ser obtenidos una vez que previamente se alcance la puntuación del juego. Hasta cinco puntos de escudo están representados en la pantalla. Sin embargo, un jugador puede adquirir más de cinco puntos de escudo, pero no pueden ser vistos. Esto es extremadamente raro aunque, debido a la dificultad del juego y los intervalos del puntaje en cual adicionan punto de escudo. La pérdida de todos los escudos causa la pérdida de uno de 3 créditos, o continues (continuar), y la pérdida de todos los continues causa que el jugador vea la pantalla de game over.

## Recepción y legado
Desde su lanzamiento, Earth Defense Force ha conocido reseñas críticas moderadas, Tal y cómo se evidencia por una calificación de 3 de 5 estrellas por Allgame. Posterior a su lanzamiento una versión mejorada fue emitida por el subsistema Satellaview para SNES para videojugadores japoneses bajo el título BS Super Defense Force.